# (48639) 1995 TL8
(48639) 1995 TL8 ist ein Transneptunisches Objekt, das am 15. Oktober 1995 von A. Gleason entdeckt wurde. Nachdem das ein Jahr später entdeckte Kuipergürtelobjekt (15874) 1996 TL66 als Scattered disk object (SDO) klassifiziert wurde, wurde auch 1995 TL8 als SDO klassifiziert. Es ist eines der wenigen Objekte, dessen Perihel größer als 40 AU ist. Sein Durchmesser beträgt etwa 350 km.
1995 TL8 hat einen natürlichen Satelliten von etwa 160 km Durchmesser. Er heißt S/2002 (48639) 1, wurde am 9. November 2002 entdeckt und am 5. Oktober 2005 veröffentlicht.